# Takatsukasa Fuyumichi
Takatsukasa Fuyumichi (鷹司冬通, [[[1331]]-1386] Erro: {{japonês}}: texto da transliteração contém caractere não latino (pos 17) (ajuda)) foi um nobre do período Nanboku-chō da história do Japão.

## Vida
Fuyumichi foi filho de Takatsukasa  Morohira. Foi líder do ramo Takatsukasa do clã Fujiwara.
Em 1342 foi nomeado vice-governador da província de Harima (Harima Gonmori), e em 1344 se tornou Chūnagon.
Em 1347 foi promovido a Dainagon. Foi nomeado Udaijin em 1360, e entre 1362 e 1369 se tornou Sadaijin. 
Entre 1367 e 1369 foi nomeado Kanpaku do Imperador Go-Kōgon da Corte do Norte.
Após sua morte seu filho Takatsukasa Fuyuie se tornou líder do clã.
| Precedido por Takatsukasa Morohira | -- 7º Líder dos Takatsukasa Fujiwara (1337 -1353) | Sucedido por Takatsukasa Fuyuie |
| Precedido por Nijō Yoshimoto       | Kanpaku (1367 - 1369)                             | Sucedido por Nijō Moroyoshi     |
| Precedido por Konoe Michitsugu     | 92º Sadaijin (1362 - 1369)                        | Sucedido por Nijō Moroyoshi     |
| Precedido por Konoe Michitsugu     | 134º Udaijin (1360 - 1362)                        | Sucedido por Koga Michimasa     |